# Episodi di Le Bureau - Sotto copertura (terza stagione)
La terza stagione della serie televisiva Le Bureau - Sotto copertura (Le Bureau des légendes), composta da 10 episodi, è stata trasmessa in prima visione in Francia dal 22 Maggio al 19 Giugno 2017 su Canal+.
In Italia, la stagione va in onda dal 9 Marzo al 6 Aprile 2018 sul canale a pagamento Sky Atlantic.
| N° | Titolo Originale | Titolo Italiano           | Prima TV Francia | Prima TV Italia |
| -- | ---------------- | ------------------------- | ---------------- | --------------- |
| 1  | Épisode 1        | Il trafficante d'arte     | 22 maggio 2017   | 9 marzo 2018    |
| 2  | Épisode 2        | Il russo                  | 22 maggio 2017   | 9 marzo 2018    |
| 3  | Épisode 3        | Doppio gioco              | 29 maggio 2017   | 16 marzo 2018   |
| 4  | Épisode 4        | Cambio di piano           | 29 maggio 2017   | 16 marzo 2018   |
| 5  | Épisode 5        | Un debito di riconoscenza | 05 giugno 2017   | 23 marzo 2018   |
| 6  | Épisode 6        | La macchina della verità  | 05 giugno 2017   | 23 marzo 2018   |
| 7  | Épisode 7        | Il Cavallo di Troia       | 12 giugno 2017   | 30 marzo 2018   |
| 8  | Épisode 8        | Attacco informatico       | 12 giugno 2017   | 30 marzo 2018   |
| 9  | Épisode 9        | Sparire nel nulla         | 19 giugno 2017   | 6 aprile 2018   |
| 10 | Épisode 10       | Le tre domande            | 19 giugno 2017   | 6 aprile 2018   |

## Il trafficante d'arte
- Titolo originale: Épisode 1
- Diretto da: Samuel Collardey
- Scritto da: Éric Rochant & Camille de Castelnau

### Trama
Il presidente della Repubblica ha incaricato il Bureau di allestire un'operazione, coordinata con l'esercito curdo, per la liberazione di Malotru. Tuttavia, la CIA tenta di convincere Mag e Duflot a non prodigarsi per il loro collega, altrimenti gli americani sarebbero costretti a dare spiegazioni circa lo spionaggio che Malotru ha condotto per loro dentro il Bureau. Nadia ha trovato lavoro alla Commissione europea, dove si occupa dell'accoglienza dei rifugiati siriani, ed è stata assoldata dal Bureau per la missione Malotru. Atterrata con Marie-Jeanne a Istanbul per incontrare Ahmad Shahanah, trafficante di opere d'arte in affari con l'Isis, Nadia torna indietro perché vuole che il Bureau le procuri l'incarico di vicecommissario per gli aiuti umanitari. Marina si trova a Vienna per una missione con la collega Claudia, dovendo reclutare un  membro dell'importante studio Bulgakov. Sisteron raggiunge Beyadi, enclave al confine tra Siria e Turchia che è appena stata liberata dall'Isis, dove conosce Esrin, una guerrigliera curda che lo aiuta a orientarsi sul posto.
Malotru è condotto in una caserma, dove viene torturato dai miliziani dell'Isis. La missione di Marina va storta quando la ragazza si convince di essere seguita da uomini dell'FSB russo. Uno di loro, tale Dimitri, inizia a farle domande circa il suo interessamento verso il gruppo Bulgakov, il cui business è agli antipodi rispetto al suo curriculum di sismologa. Marina si mette in contatto con Sylvain al Bureau, chiedendo di interrompere la missione. Nadia accetta di vedere Shahanah per avviare i negoziati tra la DGSE e l'Isis sulla liberazione di Paul Lefebvre. Shahanah si chiama fuori, sostenendo di non essere un trafficante e tanto meno di avere contatti con i jihadisti, pretendendo il 10% della cifra che verrà pagata per il riscatto e un futuro favore di cui Nadia gli sarà debitrice. A Beyad, Sisteron rinviene una piantina di scambi ferroviari che risulta essere un codice cifrato utilizzato negli anni della Resistenza francese.
Duflot chiede conto a Marina di quanto accaduto a Vienna, sostenendo che probabilmente è stato un errore mandarla in missione così presto dopo l'esperienza iraniana. Nonostante questo, Duflot accetta di affidarle un nuovo incarico in tandem con Claudia, questa volta a Mosca. Temendo nuovamente di essere seguita in aeroporto, Marina si dilegua a piangere terrorizzata in bagno, lasciando Claudia a prendere l'aereo senza di lei. In Siria, Malotru è messo in una bara con una testa di cane mozzata.

## Il russo
- Titolo originale: Épisode 2
- Diretto da: Samuel Collardey
- Scritto da: Éric Rochant & Camille de Castelnau

### Trama
Alla luce dei recenti attacchi di panico, Marina chiede a Duflot di essere messa in aspettativa per un breve periodo. Per tutta risposta, il superiore la spedisce dalla Balmes per curare il suo presunto stress post-traumatico e averla immediatamente operativa. Balmes le rivela che è stata lei la causa dei suoi problemi in Iran, tanto che adesso si trova in una prigione della DGSE per scontare il doppio gioco ai danni del Bureau. Tuttavia, Marina sapeva già tutto sul conto della Balmes, il che dimostra come la ragazza non abbia affatto perso le sue qualità di spia. Duflot le assegna l'incarico di vagliare l'affidabilità di Jekyll, un tizio che ha accesso a informazioni di fondamentale importanza sulla sismologia pachistana. Accompagnando Nadia a Istanbul, Marie-Jeanne le consegna il cifrario da mostrare a Shahanah che la condurrà da un emissario dell'Isis. Sisteron scopre da Esrin che i curdi stanno portando via gli arabi sunniti.
Nadia incontra una donna dell'Isis che intende barattare la liberazione di Malotru con quella di un imam detenuto dai francesi. Prima di avviare ogni trattativa, Nadia vuole una prova tangibile che Malotru sia ancora vivo. Costui trova un carceriere che lavora come infiltrato per l'FSB russa, disponibile ad aiutarlo se ha qualcosa di interessante da dirgli, altrimenti lo ucciderà. Malotru lo invita a dire ai suoi capi che Paul Lefebvre, il professore di francese, è vivo. Terminata la scansione degli ultimi documenti dell'archivio dell'Isis, Sisteron riesce a mettersi in fuga prima che due cecchini sparino a Esrin. Sisteron riesce a nascondersi con lei dietro il camion, attendendo l'arrivo dei soccorsi. Marina giunge a Casablanca per vedere Jekyll, ma all'interno del bar è nuovamente preda di un attacco di panico che la spinge a scappare.
Marina scrive a Duflot per rassegnare le dimissioni, non sentendosi più in grado di essere un agente. Sisteron rientra in Francia per presentare Esrin come potenziale recluta del Bureau. Malotru è portato via da alcuni uomini dell'Isis, mentre l'agente dell'FSB è riuscito a fingersi morto nell'agguato teso dai miliziani.

## Doppio gioco
- Titolo originale: Épisode 3
- Diretto da: Mathieu Demy
- Scritto da: Cécile Ducrocq & Camille de Castelnau

### Trama
Malotru è prigioniero da 69 giorni e il capo dell'Isis ha accettato di riprenderlo in video, così da dimostrare ai francesi che è ancora vivo e aprire i negoziati. Malotru inizia ad avere visioni in cui Prune e suo padre gli tengono compagnia, venendo aggredito da una guardia perché si rifiuta di mangiare. Nadia è incaricata dalla Commissione europea di condurre i negoziati tra i rappresentanti delle tribù siriane, contando sulla sua precedente esperienza maturata con Al-Khatib. Clément informa Marie-Jeanne che Nadia potrebbe essere spiata dal suo assistente Samuel Gendron. Marina sostiene un colloquio di lavoro, restando intrappolata in ascensore con un uomo che si presenta come membro della DGSE. Duflot accetta di ingaggiare Esrin come agente di collegamento del Bureau, nominando Sisteron suo referente. Céline, da qualche tempo fidanzata di Sisteron, si ingelosisce nel rapporto instauratosi tra lui e la soldatessa curda.
Nonostante Clément abbia prodotto la prova che Samuel Gendron sta tramando alle spalle di Nadia, Marie-Jeanne non intende procedere al reclutamento della donna e non far saltare la trattativa tra lei e Shahanah, di cui è diventata ricettatrice di manufatti trafugati in Siria. Marina si rivolge a Duflot, pensando che l'incontro con l'agente della DGSE sia stato un tentativo subdolo da parte del Bureau per convincerla a tornare, ma il vecchio superiore smentisce che sia un loro uomo. Da indagini risulta che la persona in questione si chiama Oron e lavora per il Mossad israeliano. Duflot mette Marina davanti alla scelta se ignorare il reclutamento da parte del Mossad oppure rientrare al Bureau, agendo come doppiogiochista contro gli israeliani. Stimolata da Duflot, Marina sceglie la seconda opzione. Sisteron convince Esrin ad accettare la proposta del Bureau, nella speranza un giorno di riuscire a portare in Francia suo figlio, il cui padre è morto al fronte. Céline sostiene che Sisteron si sta innamorando di Esrin esattamente come accaduto con altri bersagli, ricordandogli il precedente di Sabrina Boumaza che gli è costato una gamba.
Malotru viene filmato con il foglio cifrato, costretto a recitare un messaggio contro gli "infedeli". Le riprese del video sono interrotte dal ritorno alla base dell'agente russo, il cui rientro stimola Malotru a riprendere a mangiare.

## Cambio di piano
- Titolo originale: Épisode 4
- Diretto da: Mathieu Demy
- Scritto da: Éric Rochant & Camille de Castelnau

### Trama
La CIA avrebbe identificato il campo in cui si trova Malotru, annunciando però che è loro intenzione bombardarlo, e in ogni caso la decisione finale spetta al Bureau. Mag non nasconde di essere propenso a concedere il via libera agli americani, poiché Malotru è pur sempre un agente traditore che meriterebbe la massima punizione, tuttavia Duflot è determinato a tenere viva la pista su cui il Bureau sta lavorando per salvargli la vita. Nadia incontra Prune al ristorante, scoprendo che la ragazza ha appuntamento con Marie-Jeanne nello stesso posto e quindi era una strategia del Bureau per farle interagire. L'agente russo annuncia a Malotru che l'FSB si appresta a lanciare un blitz per liberarlo, ma il francese non crede che i russi lo considerino più importante del loro uomo. Marina riferisce a Duflot che Oron le ha commissionato la partecipazione a una conferenza sui rapporti tra sismologia e web a Baku.
Nadia riceve una penna USB contenente il video-messaggio registrato di Malotru. Jonas Maury, l'analista dell'ufficio Siria che aveva ricevuto il cifrario ferroviario da Sisteron, riconosce lo stesso tra le mani di Malotru e si accorge che è una risposta al precedente messaggio. L'uomo che utilizza il cifrario, chiamato Cochise, è un ex agente dei servizi segreti iracheni che alla domanda Che cosa vuoi? ha risposto Voglio disertare, dichiarandosi dunque disposto ad aiutare Malotru. Alla luce delle ultime scoperte, Duflot decide che sarà lui stesso ad andare in missione, un'ultima avventura prima del pensionamento, e affida la reggenza del Bureau a Marie-Jeanne. Simon si presenta a casa di Marina, informandola che è lui dentro la DGSE a seguire il suo dossier, sperando che possa preludere a un riavvicinamento tra loro. Dapprima restia, Marina accetta il corteggiamento di Simon e vola per Baku sotto la sua sorveglianza.
Malotru rivela a un secondino che il suo collega è un agente russo, costringendo quest'ultimo a sgozzarlo. Dopo essersi disfato del cadavere, il russo stordisce Malotru e lo porta nel deserto. Quando gli uomini dell'Isis trovano il cadavere del loro collega dentro un bidone, parte una spedizione alla caccia di Malotru e del russo che sono ormai in fuga verso la libertà.

## Un debito di riconoscenza
- Titolo originale: Épisode 5
- Diretto da: Mathieu Demy
- Scritto da: Éric Rochant & Camille de Castelnau

### Trama
Ahmad Shahanah è assassinato, costringendo il Bureau ad abbandonare il canale di comunicazione privilegiato con gli uomini dello Stato islamico. L'incontro tra Duflot e Cochise avverrà in un podere situato in territorio sicuro, dove né l'Isis né i curdi hanno il coraggio di avventurarsi. Mag chiarisce a Duflot che dovrà limitarsi a reclutare Cochise, senza preoccuparsi di liberare Malotru perché non rappresenta la priorità della missione. Marie-Jeanne comunica a Nadia la morte di Shahanah, chiedendole se è in grado di mettersi nuovamente in contatto con la donna che faceva da tramite tra lei e gli uomini dell'Isis. L'agente dell'FSB dichiara a Malotru che i suoi superiori lo vogliono scambiare con uomini russi prigionieri in Ucraina. Esrin è dimessa dall'ospedale e pronta a tornare a Beyadi al servizio del Bureau.
Il Bureau festeggia il partente Duflot, nonostante la moglie Élodie non sia entusiasta all'idea di saperlo in pericolo. Sylvain gli ha procurato un cocktail neurotossico, sostanza illegale che serve a suicidarsi in caso la missione si metta male. Malotru e l'agente russo raggiungono il podere in cui quest'ultimo parla con un collaboratore dell'Isis, il quale lo avverte che lo Stato islamico lo sta cercando e ha poco tempo per fuggire. Malotru e il compagno raggiungono quindi l'ultimo posto di blocco, dove il francese si nasconde sotto il camion. Il controllo sembra procedere bene, tuttavia viene ordinato loro di fermarsi perché il venerdì non è possibile oltrepassare la frontiera se non per gravi motivi. Compreso che la situazione è ormai compromessa, il russo si presenta a Malotru come Alexej prima di essere ucciso dai miliziani.

## La macchina della verità
- Titolo originale: Épisode 6
- Diretto da: Antoine Chevrollier
- Scritto da: Cécile Ducrocq & Camille de Castelnau

### Trama
Malotru si sgancia dal camion in corsa, ritrovandosi in pieno deserto. Raggiunta una fattoria, Malotru si nasconde sulle montagne nella speranza di trovare un modo per comunicare la sua posizione. Marina interviene alla conferenza di Baku, strappando gli applausi del pubblico e ricevendo un'allettante proposta di lavoro dal direttore dell'istituto di sismologia. Marie-Jeanne autorizza la permanenza di Marina in Azerbaigian, benché la missione sia fortemente pericolosa a causa del coinvolgimento del Mossad, i cui metodi contro le spie nemiche sono notoriamente crudeli. Duflot, Sisteron ed Esrin giungono a Beyadi.
Non avendo altre possibilità, Malotru chiede ospitalità agli abitanti della fattoria. Purtroppo non c'è il telefono in casa e l'unico punto per chiamare, a dieci minuti di strada, è presidiato da un posto di blocco dell'Isis. Il fattore accetta di andarci al posto suo, ma costui lo denuncia al califfato e Malotru viene riportato al campo dell'Isis. Marina scopre che, per essere assunta all'istituto di sismologia di Baku, si deve sottoporre al test del poligrafo. Adducendo l'imbarazzo per una procedura insolita agli occhi di una ricercatrice francese, Marina si tira indietro e vuole abbandonare la missione. Il Bureau è però venuto a sapere che l'istituto di Baku sta allestendo un programma di cooperazione con i Paesi del Mar Caspio, riguardante il mai sospeso programma nucleare iraniano, quindi la presenza di Marina sul campo è diventata essenziale. Addestrata a superare il poligrafo da Oron, la ragazza passa il test.
Cochise attraversa l'Eufrate per recarsi all'incontro con Duflot. Il militare che lo accompagnava, membro di una tribù rivale dell'Isis, contravviene ai suoi ordini e lo segue.

## Il Cavallo di Troia
- Titolo originale: Épisode 7
- Diretto da: Hélier Cisterne
- Scritto da: Éric Rochant & Emmanuel Bourdieu

### Trama
Cochise consegna a Duflot dei documenti provenienti direttamente dal califfo dell'Isis al-Baghdadi. Il capo del Bureau promette a Cochise che sarà esfiltrato in Europa, ma alla precisa condizione che venga liberato Malotru. Il militare che aveva seguito Cochise giunge quando a incontro già terminato e, trovando per terra la ricetrasmittente di Duflot, spara dentro un mucchio di paglia prima di essere abbattuto da Esrin. Effettivamente dentro la paglia si trovava proprio Duflot, rimasto ferito e soccorso dalla stessa Esrin. Marina entra in contatto con Helena Chohraganli, uno dei pochi membri dell'istituto ad avere accesso a una rete protetta in grado di trasmettere istruzioni alle centrali nucleari iraniane. Nel suo ufficio alla Commissione europea Nadia riceve Haytham Bijidi, rappresentante dell'Esercito siriano libero che non intende partecipare ai negoziati perché considera i curdi una minaccia, poiché il loro intento è creare uno Stato autonomo nel Kurdistan. Il Bureau fa incontrare Nadia e Nadim, quest'ultimo alla sua prima uscita dalla detenzione cui è condannato, per fornirle informazioni su Bijidi. Dal racconto di Nadim risulta che Bijidi ha un figlio illegittimo rimasto in Siria che potrebbe essere usato come arma di ricatto nei confronti del padre.
Marjorie Brenner, l'analista dell'ufficio Israele del Bureau, esprime la sua preoccupazione circa gli attacchi di panico sofferti da Marina che potrebbero compromettere la sua delicatissima missione. Marina si agita quando Jamal Brahim, il responsabile della sicurezza dell'istituto che l'aveva sottoposta al poligrafo, restituendole il passaporto allude a problemi burocratici che avrebbe avuto in Iran. Dopo aver meditato di lasciare Baku, Marina confessa a Oron le noie avute ai tempi di Teheran, giustificandoli come conseguenza della sua frequentazione con Shapur Zamani. Nadia chiede a Céline di poter consultare Nadim con maggiore frequenza, affinché nel suo lavoro alla Commissione europea possa riuscire a ottenere informazioni da scambiare con il Bureau. Cochise si reca al campo dell'Isis, dove Malotru è tenuto rinchiuso dentro una gabbia calata nel sottosuolo, lamentandosi per il trattamento che i miliziani stanno infliggendo all'ostaggio e affermarlo che intende portarlo via con sé.
Durante il trasporto in ambulanza verso l'elicottero che dovrebbe trasferirlo in Francia, Duflot ha una crisi cardiaca fatale.

## Attacco informatico
- Titolo originale: Épisode 8
- Diretto da: Hélier Cisterne
- Scritto da: Éric Rochant & Camille de Castelnau

### Trama
Il Bureau dà l'ultimo saluto a Henri Duflot. La vedova Élodie pretende che il figlio Artur diventi orfano di Stato, ribadendo come sin dall'inizio fosse contraria alla missione. Céline si auto-nomina nuova referente di Esrin, sollevando Sisteron da un incarico che non ha mai visto di buon occhio. Cochise ha trasmesso al Bureau un piano che prevederebbe la liberazione di Malotru, ma al tempo stesso la sua esfiltrazione. Mag è dubbioso circa il perdere una fonte come Cochise dai ranghi dell'Isis, rammentando che aveva ordinato a Duflot di non mischiare la questione Malotru con la loro attività sullo Stato islamico. Oron consegna a Marina una chiavetta, contenente un "cavallo di Troia", da inserire nel computer di Helena per infettare la rete segreta dell'istituto. Marina riceve una visita a sorpresa del suo "fidanzato" Sylvain, giunto a Baku per seguire l'installazione del virus. Marina riesce a convincere Helena a inserire la chiavetta nel computer di lavoro.
Dopo aver parlato con Jonas, Mag decide di autorizzare l'operazione congiunta con la CIA per liberare Malotru. Siccome si è stabilito che saranno gli americani i primi a interrogarlo direttamente sul posto, Marie-Jeanne chiede alla dottoressa Balmes di essere lei a condurre il colloquio. Gli uomini dell'Isis che scortano la macchina su cui viaggiano Malotru e Cochise ordinano di fermarsi, adducendo la scusa di possibili mine sulla strada, mentre invece hanno fiutato che qualcosa non va. Approfittando della distrazione dell'autista, Cochise slega Malotru e scende dal veicolo per impartire l'ordine di ripartire. L'altra automobile è fatta esplodere, ma l'autista è sopravvissuto e spara a Cochise, ferendolo. Malotru si dà alla fuga, inseguito dall'autista che punta a farsi esplodere insieme a lui. Malotru si accascia a terra, convinto di andare incontro alla morte, ma nel frattempo sono giunti i soldati americani che sparano all'autista prima che raggiunga Malotru.
Malotru è trasferito al porto libanese di Tripoli per essere interrogato dalla Balmes. Costei gli mostra un reportage su Nadia, sperando di tranquillizzarlo, ma facendolo scoppiare in lacrime. Balmes raccoglie la testimonianza di Malotru sulle torture subite dall'Isis, indignandosi con Sisteron per il trattamento che gli stanno infliggendo nel lasciarlo rinchiuso a bordo della nave. Sisteron gli cede la sua cabina, discutendo con la guardia americana che ha ricevuto l'ordine di non lasciarlo mai da solo. Una volta tornati in cabina, di Malotru non resta traccia.

## Sparire nel nulla
- Titolo originale: Épisode 9
- Diretto da: Hélier Cisterne
- Scritto da: Éric Rochant

### Trama
Sylvain scopre che, prima di partire in missione, Malotru aveva prelevato i documenti di un ex agente, Vincent Descombes, grazie ai quali ora circola a piede libero. Marie-Jeanne decide che è giunto il momento di tendere una trappola a Samuel Gendron, facendogli credere che Malotru è stato liberato, in modo tale che desse la notizia a Nadia, e al tempo stesso incarica Daisy di informare in via confidenziale Prune. Oron annuncia a Marina che la sua missione è terminata con successo, dicendole di terminare i tre mesi di contratto che le restano con l'istituto e poi andarsene. Una escort pagata dal Mossad comunica a Oron che c'è stato un cambio di programma e deve partire per il Daghestan. A Oron viene in mente che era la stessa destinazione verso cui stava andando Marina la sera in cui voleva abbandonare la missione.
L'indagine su Malotru porta a scoprire che l'agente si è impossessato delle identità di altri tre agenti del Bureau, portando alla conclusione che ora si trova in Francia. Oron interroga Marina, appurando che è un'agente della DGSE, ordinandole di "chiamare la madre" per dirle che va tutto bene, il codice stabilito con Simon per fargli sapere che la missione sta andando bene. Tuttavia, e questo Oron non poteva saperlo, Marina ha omesso di dire "ti voglio bene", segnale che è in pericolo. Malotru rintraccia un compagno di studi di Prune, mandandogli un messaggio con cui dare appuntamento alla figlia in un bar. Qui trova un telefono con cui il padre la contatta, assicurandole che sta bene ed è in un posto sicuro, ma per il momento deve nascondersi dal Bureau. Prune gli riferisce che Nadia si è molto attivata per la sua liberazione.

## Le tre domande
- Titolo originale: Épisode 10
- Diretto da: Hélier Cisterne
- Scritto da: Éric Rochant

### Trama
Nadia riceve una telefonata da Malotru.
Tre giorni prima. Simon bussa alla porta della camera di Marina, presentandosi come il suo fidanzato. Nonostante Oron non l'abbia fatto entrare, Simon intuisce che la ragazza è segregata nel bagno e si propone per neutralizzare l'agente del Mossad e liberare Marina. Marie-Jeanne risponde negativamente, poiché ciò comporterebbe il fallimento dell'intera missione. Nello stesso momento, il Mossad ordina a Oron di liberarla prima che intervenga la "Squadra", un gruppo di agenti incaricati di "ripulire" la scena. Marina esce dalla stanza proprio mentre i membri della "Squadra", travestiti da hostess e steward, la stanno avvicinando. Telefonando al Bureau, Marina fa parlare uno degli uomini con Marjorie, affinché riveli loro che è stata reclutata dal Mossad e non è quindi una minaccia. Céline annuncia a Sisteron che intende porre fine alla loro relazione, dichiarando inoltre che è intenzione del Bureau dare man forte ai turchi in un'azione contro i curdi.
Nadia viene a sapere dalla dottoressa Balmes che Malotru, quando era prigioniera dei siriani, aveva contrattato con la CIA la sua liberazione. Malotru incontra il padre, sentendosi dire che l'esercito non lo avrebbe abbandonato come invece ha fatto il Bureau. Ricevuto un sms da Malotru sul cellulare di Gendron, Nadia prende un "usa e getta" nascosto nella cassaforte dell'ufficio per comunicare con lui, ma per depistare il Bureau utilizza il telefonino di Gendron. Marie-Jeanne si accorge dell'inganno e riesce ad ascoltare la loro conversazione, senza poter identificare il luogo da cui Malotru sta chiamando. Malotru e Nadia concordano di vedersi in un albergo, ma Marie-Jeanne lo anticipa presentandosi con il direttore della DGSE, il quale pretende che gli menta per poterlo arrestare. Nadia non sta agli accordi, facendo capire a Malotru che gli uomini del Bureau lo attendono. Céline giunge a Beyasi, scoprendo che Esrin è tra le vittime curde dei bombardamenti turchi.